# 田中氏 (院雑色)
田中氏（たなかし）は、平安時代から江戸時代にかけての地下家。
代々院雑色を務めた。

## 概要
八田知家の子・田中知氏が院雑色に任じられたのが始まり。知氏からは田中朝継─田中宗継─田中継政と代々院雑色を務めたものの、継政から7代の系譜は不明となる。継政の7世孫・田中政基は後花園天皇の治世にあたる康正3年（1457年）11月27日に正四位下に任じられている。
政基からは─田中政茂─田中政顕─田中政秀─田中秀国─田中政国─田中利政･･･田中正利（政国の子）─田中政長─田中胤成─田中胤重─田中直盈─田中久昌─田中安利─田中方古･･･田中国文─田中国雄･･･田中有壽（小泉有重の子）─田中憲壽･･･田中義文（吉田有親の子）─田中義一と続いた